# Ministère des Territoires occupés de l'Est

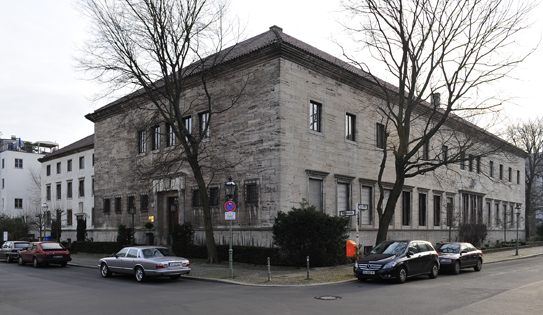
À partir de 1942, résidence officielle du ministre des Territoires occupés de l'Est, Alfred Rosenberg, ensuite transformée en résidence officielle des invités du Gouvernement.

Le ministère des Territoires occupés de l'Est (en allemand : Reichsministerium für die besetzten Ostgebiete) est un ministère du Troisième Reich créé par un décret de Hitler du 17 juillet 1941 et confié à Alfred Rosenberg.

## Mise en place
Une fois l'Union soviétique envahie, l'objectif de ce nouveau ministère est d'organiser la colonisation germanique à l'Est, et de « mettre en coupe réglée » les nouvelles ressources économiques obtenues à la suite des conquêtes militaires et de réorganiser l'occupation spatiale de l'Est européen.

### La réunion du16 juillet 1941
Le 16 juillet 1941, dans une atmosphère de victoire, se tient à Rastenburg une réunion à laquelle sont présents Adolf Hitler, Martin Bormann, Hermann Göring, Hans Lammers, Wilhelm Keitel et Alfred Rosenberg, afin de définir les modalités du partage des responsabilités dans les territoires nouvellement conquis sur l'Union Soviétique.
D'emblée, lors de cette réunion, Hitler se montre opposé à la mise en place de structures étatiques sur les territoires confiés à l'administration de Rosenberg ; en effet, Hitler souhaite dans un premier temps la mise en place d'un régime d'occupation militaire.

### Constitution du ministère
Rapidement constitué à partir du décret du 17 juillet 1941, qui vise à confier le plus rapidement possible la gestion des territoires à une administration civile, ce ministère voit son action contrecarrée par l'enchevêtrement des compétences dans les territoires conquis : Göring est compétent pour l'exploitation économique des territoires, Himmler pour le maintien de l'ordre et la politique raciale, tandis que, par la suite, d'autres administrations du Troisième Reich exercent elles aussi des fonctions sur les territoires nominalement confiés à Rosenberg.

### Nomination
Alfred Rosenberg prend en charge un ministère nouvellement créé, mal organisé et en restructuration permanente ; dans ce ministère s'affairent, sans aucun esprit de corps, des fonctionnaires issus de différents horizons, des SS, présents en nombre à partir de la nomination de Gottlob Berger, haut responsable SS, à la direction de l'État-major politique du ministère en août 1943.

### Un acteur supplémentaire
Au sein de la polycratie du Troisième Reich, l'Ostministerium constitue un acteur supplémentaire dans les territoires occupés, mis en place autour de Hitler par ses proches. 
Rosenberg et les fonctionnaires placés sous sa responsabilité doivent partager le contrôle des territoires placés sous sa responsabilité avec la SS, chargé de la sécurité, et de ce fait de la politique raciale, avec les services de Göring, compétents en matière économiques et avec les services de Fritz Sauckel, compétents pour la main d’œuvre. Göring et ses proches parviennent ainsi rapidement à supplanter Rosenberg et à imposer leurs choix politiques, basés sur l'exploitation des richesses ukrainiennes, au détriment des populations : le choix d'Erich Koch, proche de Göring, sanctionne l'échec de Rosenberg à mettre en place une politique favorable à l'autonomie des populations sous contrôle allemand.
Si les attributions du ministère sont diminuées par le partage des responsabilités, Rosenberg évince cependant le ministère des Affaires étrangères, Ribbentrop ne pouvant envoyer qu'un agent de liaison auprès des services de l'Ostministerium, renforçant la rivalité et la haine entre les deux ministres.

## Fonctionnement du ministère

### Un ministère spécifique
La spécificité de ce ministère, à vocation territoriale, le fait entrer rapidement en concurrence avec l'ensemble des autres ministères du Reich. Ainsi, les attributions de ce ministère sont dès le départ limitées par les compétences économiques attribuées à Göring, ainsi que définies par un décret du 29 juin 1941, sur les territoires qu'il devra administrer et par l'autorité de la SS, compétente en matière de police et de maintien de l'ordre sur les territoires de l'Est.

### Recrutement des fonctionnaires
Dans le cadre de la constitution des équipes chargées de régir ce ministère, Rosenberg appelle auprès de lui ses proches, anciens combattants du NSDAP, des membres du bureau Rosenberg, auxquels se joignent quelques fonctionnaires de carrière, notamment Peter Kleist, fonctionnaire de l'Auswärtiges Amt passé par les services de la chancellerie du Reich.
Aux échelons inférieurs, les équipes sont constituées de fonctionnaires de carrière et de membres du NSDAP, peu préparés à la spécificité de l'administration civile d'un territoire conquis.

## Politique menée
Souhaitant reprendre la politique de dislocation de la Russie en s'appuyant sur les éléments non russes, Rosenberg appelle de ses vœux la mise en place d'une politique de distinction de traitement entre les peuples des territoires conquis sur l'Union soviétique ; il tente ainsi de mener une politique de rapprochement avec les Ukrainiens, mais, il se heurte rapidement à Himmler et au commissaire Erich Koch, son subordonné à Rovno.
Rapidement les fonctionnaires de l'Ostministerium souhaitent voir la mise en place d'une politique devant aboutir à une alliance avec les Slaves de l'Union soviétique, à l'image de ce que souhaite Rosenberg dans sa politique ukrainienne.

### L'Ostministeriumsur le terrain
Depuis Berlin, Rosenberg et ses équipes tentent de piloter la politique menée par les commissaires, Hinrich Lohse dans l'Ostland, Erich Koch en Ukraine et Wilhelm Kube en Ruthénie blanche; mais ce pilotage est rendu hasardeux par les directives contradictoires émanant des autres acteurs de la politique nazie à l'Est, en dépit du souhait de Hitler, formulé à l'issue de la réunion du 16 juillet, de voir les différends aplanis dans la pratique.
Ainsi, le décret du 17 juillet, créant et organisant le ministère, permet aux représentants de Himmler sur place de donner des ordres à l'autorité civile.

### Recherche d'alliés locaux
Ainsi, en décembre 1943, Peter Kleist propose un changement de politique, proposant des mesures de nature à créer une alliance entre les Allemands et les Slaves, comme la création d'États autonomes sous contrôle économique et politique du Reich, reprenant ainsi la politique menée par le Reich après la paix de Brest-Litovsk.
Il avait en effet constaté que la politique menée par les Allemands à l'Est ne pouvait qu'aboutir à un échec, faute de l'appui des populations locales ; selon Kleist, le recrutement du mouvement partisan était exclusivement imputable à la politique d'exploitation systématique imposée par les autorités d'occupation ; dans ce cadre, la mise en place d'un nouveau découpage territorial et l'installation de gouvernements appuyés sur les mouvements autonomistes placés sous la responsabilité d'Alfred Rosenberg apparaît alors comme une façon de se concilier les populations. Ces propositions entraînent la disgrâce de Kleist et son départ de l'entourage de Hitler.

### Des divergences
Dès la constitution du ministère, des différences de conceptions opposent différents groupes de pression au sein même du ministère. Deux groupes se constituent au sein même de l'administration centrale du ministère, structurés autour de la place à accorder respectivement à l'idéologie et au pragmatisme dans la politique à mener dans les commissariats.
Le premier de ces groupes, constitué autour de Erhard Wetzel, se montre partisan de vastes transferts de population vers la Sibérie, afin de permettre l'installation de colons allemands, souhaitant la réalisation rapide d'un vaste programme colonial ; le second de ces groupes, structuré autour d'Otto Bräutigam, souhaite la mise en place d'une politique plus pragmatique.
L'évolution de la situation, dont les fonctionnaires du ministère sont informés par les rapports venant des responsables dans les commissariats, oblige à une recomposition des rapports de force entre ces deux groupes, basée sur l'analyse des comptes rendus de la situation sur place.

## Disparition
Le 31 octobre 1944, le ministère des Territoires occupés tente encore de créer une « communauté de travail pour l’exploration de la menace bolchevique » afin de combattre les « Juifs » au niveau international. Cette réunion à Prague du 31 octobre au 2 novembre 1944 constitue sa dernière manifestation.